# Litopenaeus setiferus

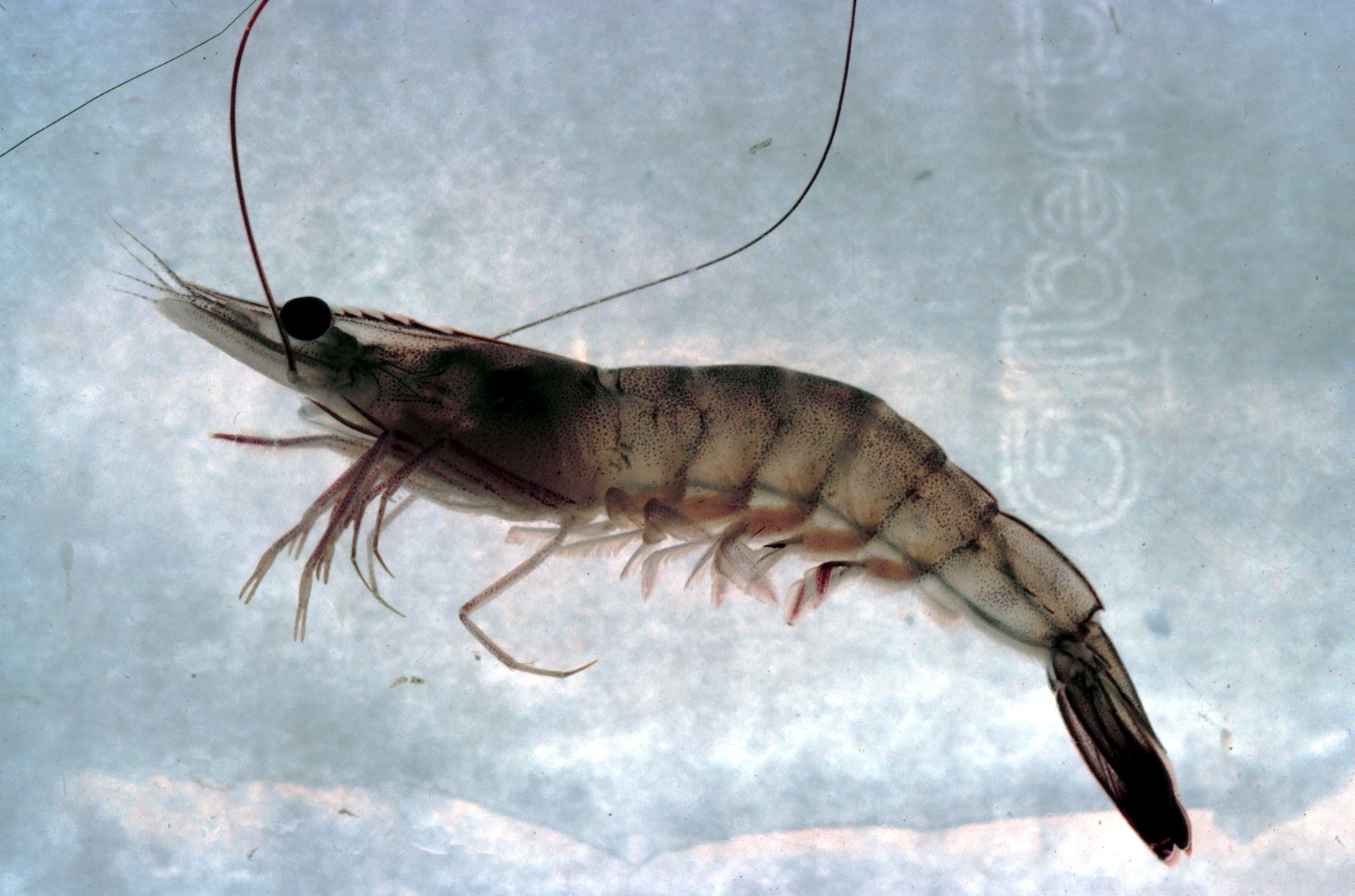

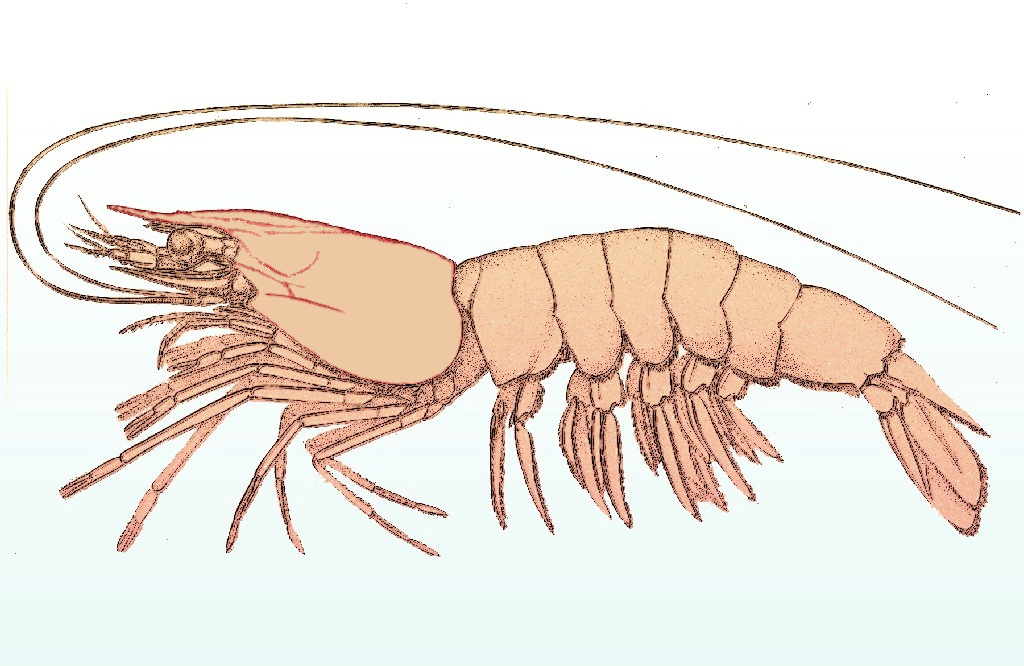
Diagrama de Litopenaeus setiferus

Litopenaeus setiferus (anteriorment dit Penaeus setiferus, i conegut amb diversos noms com ara llagostí blanc o llagostí gris) és una espècie de crustaci decàpode del subordre Dendrobranchiata, que es troba a les costes de l'oceà Atlàntic d'Amèrica del Nord i del Golf de Mèxic.

## Distribució
L. setiferus es distribueix des de Fire Island, Nova York a Campeche, Mèxic. Requereix aigües relativament càlides i només té un creixement apreciable amb temperatures al voltant dels 20 °C.

## Descripció
Litopenaeus setiferus pot arribar a una llargada (excloent les antenes) de 197 mm. Les seves antenes poden ser tres vegades més llargues que el seu cos el qual és de color blanc blavós amb taques negres Els solcs profunds que presenta el distingeixen de les espècies emparentades Farfantepenaeus aztecus i Farfantepenaeus duorarum.

## Ecologia
Litopenaeus setiferus viu en estuaris i la zona litoral fins a 100 -260 m de fondària. Litopenaeus setiferus és omnívor; al Llac Pontchartrain, s'alimenta principalment d'algues, Vallisneria americana i detritus. Molta animals aquàtics s'alimenten de L. setiferus, incloent peixos com Sciaenops ocellatus i tortugues com Caretta caretta''.